# H. W. Janson
Horst Woldemar Janson, meglio noto come H. W. Janson (San Pietroburgo, 4 ottobre 1913 – 30 settembre 1982), è stato uno storico dell'arte tedesco naturalizzato statunitense, docente universitario e curatore d'arte.
Pubblicava firmandosi con le sole iniziali prima del cognome, ma era conosciuto anche come Peter Janson. Ottenne fama soprattutto con la Storia dell'arte, venduta in oltre 4 milioni di copie in 15 lingue diverse e termine di paragone per i testi di storia dell'arte successivi..

## Biografia
Il padre Friedrich (1875-1927) e la madre Helene Porsch Janson (1879-1974) erano luterani appartenenti all'etnia dei tedeschi del Baltico. Dopo la rivoluzione d'ottobre la famiglia Janson traslocò in Finlandia e poi ad Amburgo, dove Horst frequentò il Wilhelms Gymnasium, diplomandosi nel 1932.
Al liceo si appassionò alla storia dell'arte, in particolare grazie alla lettura dei Principi della storia dell'arte (Kunstgeschichtliche Grundbegrif) di Heinrich Wölfflin.
Ottenuto l'Abitur si iscrisse presso l'Università Ludwig Maximilian di Monaco e quindi al corso di storia dell'arte presso l'Università di Amburgo, dove fu allievo di Erwin Panofsky. Da una lettera dello stesso Janson si rileva l'importanza che anche le conferenze di Edgar Wind ebbero nella sua formazione amburghese.
Nell'estate del 1935, all'età di 21 anni, Janson lasciò la Germania per gli Stati Uniti d'America grazie all'intercessione di Panofsky, già emigrato negli Stati Uniti. Con una borsa di studio come studente di scambio finanziata da Alfred Barr, Janson iniziò un dottorato di ricerca presso l'Università di Harvard, concluso nel 1942 con la tesi su Michelozzo.
L'iscrizione al dottorato costituì il primo passo verso l'immigrazione permanente, perfezionata l'anno successivo. Il giovane Janson assimilò rapidamente la cultura accademica che negli anni seguenti avrebbe contribuito a modellare, e la sua capacità di adattamento lo fece presto entrare nei circoli accademici statunitensi, pur mantenendosi sempre distaccato dalle peculiarità del sistema universitario americano. La decisione di lasciare la Germania era una risposta alla situazione deteriorata del suo Paese. Del resto il regime nazista accelerò la fuga della maggior parte dei docenti di storia dell'arte e la Kulturwissenschaftliche Bibliothek Warburg - in cui Janson aveva imparato a considerare le immagini quali documenti della storia della cultura - era stata trasferita a Londra sotto la direzione di Fritz Saxl.
William S. Heckscher, uno dei migliori amici di Janson, descrisse nel 1934 in una lettera a Gertrud Bing le condizioni sempre peggiori degli studenti affidati a docenti nazisti: "si vive come in una sfera di vetro da cui si percepisce appena il mondo esterno". In quanto ariano Janson ricevette borse di studio e fu costretto a svolgere attività organizzate dal nuovo governo, pur senza diventarne mai simpatizzante; perciò, appena gli fu possibile, cercò il modo di lasciare la Germania. Grazie all'iniziativa di Harvard rivolta agli studenti tedeschi, e ancora una volta con il sostegno di Panofsky, Janson vinse il premio Holtzer per l'anno accademico 1935-36, con cui ottenne il sostegno economico necessario a trasferirsi, appena in tempo prima di essere chiamato ad arruolarsi nell'esercito tedesco.
Lo stesso Heckscher, in occasione della commemorazione dopo la morte di Janson, affermò che l'amico era totalmente privo del carattere teutonico. Non a caso nel 1940 Horst cambiò il nome in Peter, quale reazione alla canzone Horst-Wessel-Lied che era l'inno del Partito Nazionalsocialista Tedesco dei Lavoratori. Il fratello minore Helmar, invece, preferì restare in Germania, venne arruolato nell'esercito tedesco e fu ucciso sul fronte russo.
La più importante attività intrapresa da Janson durante il primo anno trascorso negli Stati Uniti fu l'organizzazione di una piccola mostra basata sui prestiti di 44 opere e intitolata Style and Technique: Their Interrelation in Westem European Painting (Stile e tecnica: la loro interconnessione nella pittura dell'Europa occidentale), che ebbe luogo presso il Fogg Art Museum nel mese di maggio 1936; Janson inoltre contribuì sia con l'introduzione del catalogo, sia con un saggio intitolato "Disegni preparatori". Nell'estate di quello stesso anno Janson tornò in Europa per l'ultima volta prima della fine della guerra, visitando per lavoro Parigi, Colonia, Firenze e infine Berlino durante le olimpiadi. In autunno Janson tornò a Harvard munito di Green Card e deciso a concentrarsi nel processo di integrazione negli Stati Uniti, ottenendo poi la cittadinanza nel 1943.
Parallelamente agli studi, negli Stati Uniti Janson si dedicò all'insegnamento presso il Worcester Art Museum (1936-38) e presso la Scuola di Arte e di Storia dell'Arte dell'Università dell'Iowa (1938-41). Nel 1941 sposò Dora Jane Heineberg (1916-2002), una studentessa di storia dell'arte conosciuta a Harvard, che in seguito collaborò con il marito come co-autrice. Nello stesso anno iniziò l'attività didattica presso l'Università Washington a Saint Louis portata avanti fino al 1949, anno in cui entrò nella facoltà dell'Università di New York. A New York Janson ottenne la cattedra presso il Dipartimento delle Belle Arti, che mantenne per venticinque anni dal 1949 al 1974, e strinse amicizia con Meyer Schapiro.
Janson si dedicò al proprio lavoro in modo instancabile e appassionato; dagli anni cinquanta ottenne numerosi incarichi di prestigio, fra cui quello di caporedattore della rivista Art Bulletin. Inoltre fu presidente del College Art Association (CAA) e membro fondatore, nonché presidente, della Renaissance Society of America.
Nel 1978 entrò a far parte dell'American Academy of Arts and Sciences, mentre nel 1981 fu insignito con una laurea honoris causa. L'anno successivo morì improvvisamente sul treno fra Zurigo e Milano all'età di 68 anni, lasciando incompleti molti progetti.

## Opere
Janson realizzò gran parte dei molteplici progetti editoriali che lo impegnavano sia come studioso, che come storico e critico dell'arte. Oltre alle opere maggiori, negli anni cinquanta pubblicò alcuni pamphlet con editori commerciali, mentre fra gli anni sessanta e settanta affidò alla casa editrice Prentice Hall una serie di volumi dedicati alle fonti e ai documenti della storia dell'arte.
Scrisse sull'arte del Rinascimento e sulla scultura del XIX secolo; fu l'autore di due libri che negli anni cinquanta vinsero il Morey Award, premio istituito nel 1953 e intitolato a uno dei membri fondatori del College Art Association of America (CAA) nonché uno dei primi docenti di storia dell'arte negli Stati Uniti.. Le opere insignite furono rispettivamente Apes and Ape Lore in the Middle Ages and the Renaissance (Scimmie e tradizioni scimmiesche nel Medioevo e nel Rinascimento), pubblicato dal Warburg Institute nel 1952 e vincitore del premio nel 1956, e The Sculpture of Donatello (La scultura di Donatello), un catalogo ragionato in due volumi, pubblicato dalla Princeton University Press nel 1957 e premiato nel 1961. Soltanto Panofsky superò Janson ottenendo ben tre Morey Award.
Negli ultimi anni Janson si interessò al dialogo fra le arti orientali e occidentali. Scrisse anche libri sull'arte per gli studenti, alcuni dei quali in collaborazione con la moglie.
Tuttavia il suo lavoro più noto risultò essere la History of Art (Storia dell'arte), nata quale "indagine delle maggiori arti visive dall'alba della loro storia ai giorni nostri". Fu pubblicata per la prima volta nel 1962, ottenendo enorme successo immediato, e destinato a perdurare nel tempo. L'opera ebbe un impatto pari a quello della Story of Art di Gombrich, malgrado le polemiche per l'assenza di citazioni delle donne artiste, in particolare da parte delle storiche dell'arte femministe Norma Broude e Mary Garrard. Le prime edizioni della Storia dell'arte vennero scritte in collaborazione con la moglie Dora Jane, mentre quelle successive alla morte di Janson vennero curate dal figlio Anthony, a propria volta storico dell'arte.

### Opere principali
- 1952: Apes and Ape Lore in the Middle Ages and the Renaissance;
- 1957: The Sculpture of Donatello;
- 1957: H. W. Janson, Dora J. Janson, Picture History of Painting, from Cave Painting to Modern Times;
- 1959: H. W. Janson, Dora J. Janson, Key Monuments of the History of Art: A Visual Survey;
- 1962: H. W. Janson, Dora J. Janson, History of Art (con edizioni successive nel 1969, 1973 e 1977; le riedizioni postume - 1991, 1995, 1997, 2001, 2004, 2007 - portano l'indicazione della curatela del figlio Anthony);[25]
- 1968: H. W. Janson, Dora J. Janson, History of Art and Music.[26]
- 1985: 19th Century Sculpture.[27]

#### Studi sull'arte
Apes and Ape Lore in the Middle Ages and the Renaissance, il libro sull'iconografia delle scimmie nell'arte medioevale e rinascimentale che per primo vinse il Morey Award, fu ispirato da un dono di Dora Jane fatto al marito nel 1942: un'incisione del XVI secolo che ritraeva due scimmie agghindate, circondate da edifici in rovina. Janson le interpretò come simbolo di Vanitas ed estese l'investigazione alle complicate e mutevoli relazioni fra Primati attraverso una cospicua collezione di immagini e testi: progetto che egli stesso in una lettera a Saxl definì Kulturgeschichte des Affen, ossia "storia culturale della scimmia", nel Medioevo e nel Rinascimento, con un epilogo dedicato a Charles Darwin. Prima del lavoro di Janson, eccettuando pochi testi pubblicati nella prima metà del Novecento sugli animali nell'arte, esisteva soltanto uno studio sulla scimmia nell'arte antica. Il volume di Janson venne inserito nella collana Studies of the Warburg Institute, malgrado l'autore andasse contro l'atteggiamento più comune dello stesso Warburg Institute, ossia quello di dare per scontate determinate nozioni. Janson infatti avvertiva la necessità di fornire abbondanti spiegazioni, e ciò contribuì al successo della sua pubblicazione. Peraltro Janson stesso riconobbe l'approccio tipicamente warburghiano delle proprie ricerche, per le quali aveva adottato un'impostazione interdisciplinare e collocato la storia dell'arte nella cultura materiale.

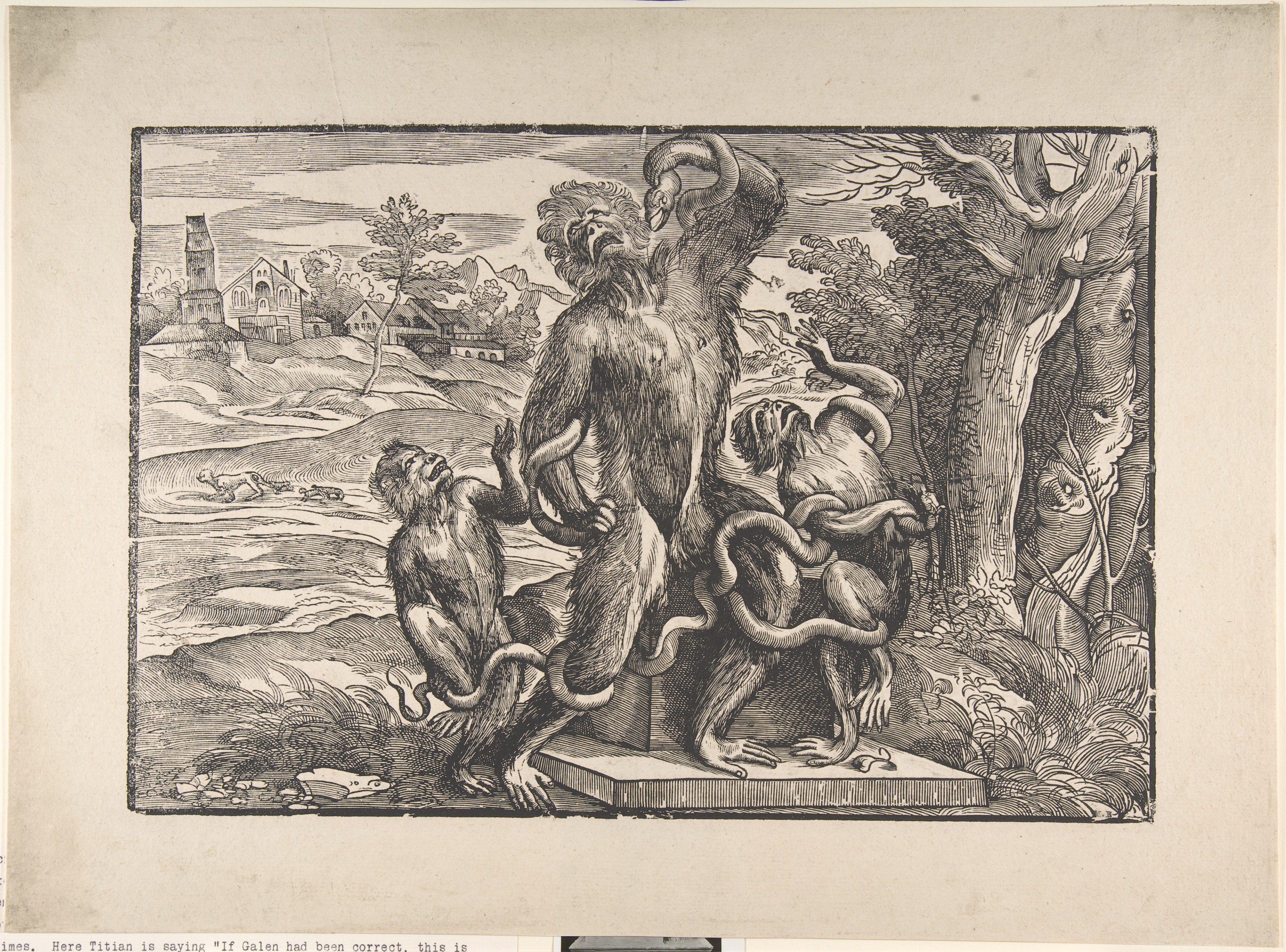
Niccolò Boldrini, Caricatura del Laocoonte, XVI secolo

Sulla stessa linea lo studioso impostò il saggio sulla caricatura del Laocoonte, Titian's Laocoon Caricature and the Vesalian Galenist Controversy, nel quale formulò l'ipotesi, accettata da Panofsky, che l'incisione effettuata da Niccolò Boldrini per incarico di Tiziano, su cui gli studiosi avevano espresso pareri discordanti, derivasse dalla disputa fra Vesalio e i sostenitori di Galeno in relazione a questioni anatomiche. Il contenuto del saggio divenne poi parte del volume del 1952 sulle scimmie.
Contemporaneamente a quest'ultimo nacque il progetto su Donatello, inizialmente concepito quale atto caritatevole nei confronti di Monika Mann, il cui marito Jenö Lányi aveva dedicato molto tempo allo studio su Donatello, e collezionato circa settecento fotografie delle opere. Janson, che aveva conosciuto Lányi a Firenze nel 1938 e si era interessato al progetto, nel 1942 ricevette da Monika Mann il materiale raccolto dal marito. Tuttavia Janson reimpostò il progetto iniziale a modo proprio, basandosi sull'analisi stilistica e sulle fonti raccolte grazie al contratto stipulato nel 1947 con la Princeton University Press, che gli permise di trascorrere due mesi in Italia e aggiungere altre foto. Da tale ricerca Janson derivò la propria specializzazione nei confronti della scultura, in particolare del Quattrocento.
Negli anni sessanta Janson iniziò a documentare, ordinare e valutare la produzione scultorea da Canova e Thorvaldsen a Rodin, soprattutto nell'ambito dei monumenti pubblici. Nel 1980 fu co-curatore della mostra The Romantics to Rodin tenutasi presso il Los Angeles County Museum of Art. Non a caso il suo ultimo importante libro, pubblicato postumo nel 1985, era intitolato 19th Century Sculpture, ossia dedicato alla scultura dell'Ottocento.

#### Storia dell'arte
Alla pari degli altri studiosi tedeschi emigrati negli Stati Uniti, Janson dovette adeguarsi a metodi d'insegnamento diversi e sperimentarne di nuovi. Come storico dell'arte applicò il metodo amburghese unitamente a quello di Harvard, ma dovette affrontare i pregiudizi derivanti dall'inserimento, proprio in quegli anni, della storia dell'arte fra le materie di studio presso le istituzioni di educazione superiore. In particolare Janson era sempre incline a rappresentare la storia dell'arte in contesti interdisciplinari, preoccupandosi della formazione delle future generazioni di storici dell'arte: un'allieva affermò che le sue lezioni universitarie "rivelavano un mondo dopo l'altro, collegavano stili alle epoche, epoche alle idee e idee ai significati". Janson veniva invitato regolarmente ai congressi interdisciplinari, come ad esempio quelli su "arte e filosofia", e si pronunciò anche sul modo di suddividere la storia dell'arte, ponendo l'accento sulle connessioni che altri studiosi interpretavano come rotture.
In alternativa, e spesso con la collaborazione della moglie Dora Jane, Janson preparò una serie di pubblicazioni ausiliari all'insegnamento, fra le quali The Story of Painting for Young People (La storia della pittura per i giovani, 1952), The Picture History of Painting: From Cave Painting to Modern Times (La storia della pittura per immagini: dai graffiti nelle caverne ai giorni nostri, 1957), Key Monuments of the History of Art: A Visual Survey (Monumenti chiave della storia dell'arte: un'indagine visiva, 1959).
Sia Storia dell'arte (1962) che Storia dell'arte e della musica (1968) facevano parte delle pubblicazioni intese a facilitare l'insegnamento della storia dell'arte; in particolare con History of Art Janson trovò una formula che si addiceva alle necessità non solo americane ma anche internazionali e divenne in tal modo un best seller. In maniera quasi paterna, nell'introduzione l'autore chiese ai lettori di sospendere i giudizi su qualsiasi tipo di arte, in particolare l'arte contemporanea, finché non avessero acquisito la conoscenza necessaria per comprendere i problemi posti dall'arte in quanto attività umana.
L'approccio alla Storia dell'arte era basato sullo stile; ne vennero fatte versioni per la letteratura infantile. Malgrado l'opera di Janson fosse il frutto di un'epoca e di una situazione particolari, l'esclusione delle donne artiste contrastava con il clima femminista e suscitò critiche derivanti soprattutto dalla notorietà ottenuta dalla pubblicazione.
Dopo le edizioni del 1969, del 1973 e del 1977, un'ulteriore riedizione dell'opera era in preparazione nei primi anni ottanta, quando Janson morì improvvisamente. Gli editori si rivolsero al figlio Anthony F. Janson per la curatela, indicando però ancora il padre come primo autore nelle riedizioni successive (1991, 1995, 1997, 2001, 2004, 2007). Anche queste ultime ricevettero alcune aspre critiche negli anni ottanta e novanta, critiche placate con la considerazione, nel nuovo millennio, di come l'approccio formalista e l'analisi stilistica non fossero che alcune fra le tante prospettive di studio e di insegnamento della storia dell'arte.
Critiche più recenti riguardavano invece l'impostazione dell'analisi quasi esclusivamente sulla storia dell'arte occidentale, e soltanto alla riedizione del 2004 venne aggiunto il sottotitolo The Western Tradition (La tradizione occidentale), che evidenziava tale riferimento. Altre modifiche apportate all'edizione del 2004 furono l'abbandono dell'approccio stilistico-formalista a favore di un approccio contestuale, e il ricorso a sei rinomati storici dell'arte per riconcettualizzare e riscrivere il testo. In conseguenza di ciò i Janson, padre e figlio, vennero esclusi dal frontespizio in qualità di autori, ma i loro nomi furono trasferiti nel titolo. A parte il mantenimento della suddivisione in quattro parti ("Antichità", "Medioevo", "Dal Rinascimento al Rococò" e "Modernità"), l'edizione del 2007 venne completamente riscritta da Penelope J.E. Davies, Walter B. Denny, Frima Fox Hofrichter, Joseph Jacobs, Ann M. Roberts e David L. Simon.

#### Critica d'arte
Nel 1937 Janson iniziò a manifestare interesse per l'arte contemporanea, in particolare per la fotografia e per la scultura. Nello stesso anno organizzò presso il Worcester Art Museum una mostra di fotografie che comprendeva opere di artisti delle avanguardie europee e americane: László Moholy-Nagy, Rogi André, Pierre Jahan, Man Ray ed Edward Steichen. Inoltre preparò un catalogo sulle 44 sculture italiane custodite presso lo stesso museo e lo pubblicò sul secondo numero del Worcester Art Annual (1936-37), intitolandolo Italian Renaissance Sculpture: A Catalogue of Carvings in Stone, Wood, and Terracotta (Scultura rinascimentale italiana: un catalogo di incisioni sulla pietra, sul legno e sulla terracotta).
Janson si dimostrò invece critico nei confronti di Grant Wood, nella cui opera individuò similitudini con l'arte "Neo-Biedermeier", dalla quale prese le distanze. Con tale definizione, da lui stesso inventata, Janson indicava la produzione artistica tedesca degli anni trenta, conforme alle dottrine naziste pubblicizzate attraverso le esposizioni annuali presso la Haus der Kunst di Monaco di Baviera, dal 1939 al 1944. Nel saggio del 1943 The International Aspects of Regionalism (Gli aspetti internazionali del regionalismo), lo studioso espresse infatti il proprio timore nei confronti del regionalismo artistico statunitense, che poteva creare una "realtà surrogata" allo stesso modo di Via col vento, sia film che romanzo dall'incredibile successo. Janson suggeriva invece che la reputazione di Grant Wood derivasse dal mercato dell'arte, e terminava il suo articolo con un accorato appello all'internazionalismo contro l'isolazionismo, portando cioè la lotta artistica sullo stesso piano di quella politica negli anni della guerra.
Malgrado fosse convinto che la grande arte non potesse essere insegnata, Janson riteneva gli artisti americani svantaggiati dalla mancanza di tradizioni pari a quelle europee; tuttavia si dimostrò fiducioso nei confronti ad esempio di Philip Guston, incontrato a St. Louis e al quale dedicò un saggio. Negli anni quaranta Janson riteneva che il modernismo fosse la strada migliore. Alla Washington University rivolse la propria attenzione all'arte locale e si adoperò per vendere una parte cospicua della collezione d'arte dell'università, allo scopo di acquistare con il ricavato un gruppo di opere del XX secolo, per lo più europee e tutte appartenenti a correnti moderne come surrealismo, cubismo, espressionismo. Alcune di queste erano state create da artisti sui quali Janson aveva o avrebbe scritto articoli, come ad esempio Karl Zerbe, Philip Guston, Alexander Calder, Paul Klee, Pablo Picasso, George Grosz, Max Beckmann. La Natura morta con carte da gioco di Juan Gris rappresentò l'acquisto più costoso.
Come critico d'arte Janson lodò con entusiasmo particolare la Storia sociale dell'arte di Arnold Hauser, che considerò "il primo resoconto coerente delle conquiste artistiche della civiltà occidentale dall'età della pietra al presente, su base sociologica", e la Storia dell'arte di Gombrich, che considerò superiore a tutte quelle al momento disponibili. In relazione a quest'ultima ideò un progetto per un nuovo tipo di pubblicazione in collaborazione con Gombrich stesso, che tuttavia non decollò per il mancato accordo fra i due studiosi sulla scelta delle immagini da includere.
Nel 1959, in quanto esperto di iconografia delle scimmie e critico di avanguardia, Janson pubblicò sul Bulletin of the Atomic Scientists il saggio After Betsy, What? (Cosa c'è dopo Betsy?), in seguito ristampato due volte. Riferendosi ai dipinti e disegni eseguiti in laboratorio dallo scimpanzé Betsy e da altre scimmie, l'autore si chiedeva se tali prodotti si potessero considerare vera arte, e propendeva per allinearli agli objets trouvés in riferimento al "caso fortunato", grazie al quale il guardiano dello zoo li afferrava al momento giusto. In una lettera a Heckscher, Panofsky considerava a propria volta che "eliminando ragione e premeditazione dalle opere d'arte non è possibile distinguere la produzione di Betsy da quella, ad esempio, di Jackson Pollock".
Proprio sull'immagine fortuita Janson aveva riflettuto già a proposito dell'action painting e trovato analogie nella teoria rinascimentale che rimarcava come particolari forme, ad esempio assunte dalle nuvole o dai nodi del legno, stimolassero la fantasia di un artista. Sull'argomento l'autore contribuì con il saggio The "Image Made by Chance" in Renaissance Thought (L'"immagine casuale" nel pensiero rinascimentale), pubblicato nel 1961 in occasione delle celebrazioni in onore di Erwin Panofsky, cui rendeva tributo con numerosi riferimenti allo studio Idea del 1924.
Oltre alla differenza fra arte e non arte, un'altra questione fondamentale di cui Janson si occupò fu la relazione fra originalità e tradizione; ponendo inoltre a confronto la Testa di toro di Picasso e il San Matteo incompiuto di Michelangelo, l'autore dimostrò il desiderio di rivelare la continuità fra l'arte contemporanea e quella precedente. Per motivare infine i propri lettori, Janson suggerì:
(H.W. Janson, History of Art)